# Município de Yadkin (condado de Stokes, Carolina do Norte)
O município de Yadkin (em inglês: Yadkin Township) é um localização localizado no  condado de Stokes no estado estadounidense da Carolina do Norte. No ano 2010 tinha uma população de 21.834 habitantes.

## Geografia
O município de Yadkin encontra-se localizado nas coordenadas 36° 17′ 51,5″ N, 80° 21′ 36,19″ O.